# Gonomyia (Gonomyia) curvispina
Gonomyia (Gonomyia) curvispina is een tweevleugelige uit de familie steltmuggen (Limoniidae). De soort komt voor in het Palearctisch gebied.